# Edith Kwiaton
Edith Kwiaton  ist eine ehemalige deutsche Tischtennisspielerin. Sie nahm an der Weltmeisterschaft 1959 teil.
Kwiaton spielte in den 1950er und 1960er Jahren im Verein TSV Milbertshofen. Bei den Bayerischen Meisterschaften siegte sie 1957 im Mixed mit Conny Freundorfer und 1958 im Doppel mit Friedel Holusek.
1959 wurde Kwiaton für die Individualwettbewerbe der Weltmeisterschaft in Dortmund nominiert. Hier unterlag sie im Einzel in der ersten Runde gegen Claude Rougagnou (Frankreich). Das Doppel mit der Engländerin Lynn Withams verlor gegen die späteren Weltmeisterinnen Taeko Namba/Kazuko Yamaizumi (Japan). Auch im Mixed mit Herbert Marx schied sie in der ersten Runde gegen Gautam Divan/Chong Hi Lee (Indien/Korea) aus.

## Turnierergebnisse
| Verband | Veranstaltung     | Jahr | Ort      | Land | Einzel     | Doppel    | Mixed      | Team |
| ------- | ----------------- | ---- | -------- | ---- | ---------- | --------- | ---------- | ---- |
| FRG     | Weltmeisterschaft | 1959 | Dortmund | FRG  | letzte 128 | letzte 64 | letzte 128 |      |